# Verordening Europese digitale identiteit

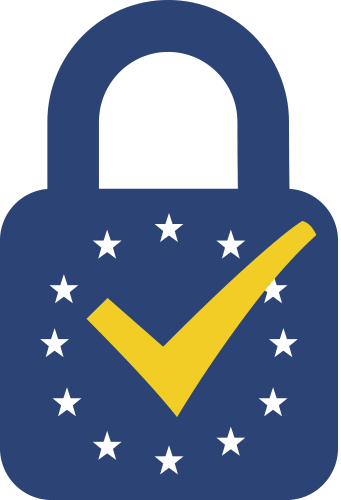
EU-vertrouwensmerk voor gekwalificeerde vertrouwensdiensten.

De Verordening Europese digitale identiteit (EUDI) is een op 11 april 2024 gepubliceerde verordening inzake elektronische identificatie, waarmee eerdere regelingen werden vervangen. De nieuwe verordening moet de goede werking van de interne markt versterken door een adequate beveiliging van elektronische identificatiemiddelen en vertrouwensdiensten.
Elke lidstaat moet eind 2026 minstens één gecertificeerde EUDI-wallet beschikbaar stellen. Voor burgers is deze gratis. Overheden en grote online platformen die in Europa opereren zijn verplicht om deze EUDI te accepteren.

## Historie
Op 21 mei 2021 lanceerde de Europese Commissie een voorstel voor een verordening inzake elektronische identificatie, als vervanging van de eIDAS-verordening 910/2014.
De ontwerpverordening(art. 1):  
- bepaalde de voorwaarden waaronder de lidstaten de elektronische identificatie van natuurlijke en rechtspersonen vanuit een andere lidstaat moeten erkennen
- legde regels vast voor vertrouwensdiensten, met name voor elektronische transacties
- werkte een juridisch kader uit voor elektronische handtekeningen, zegels, tijdstempels, documenten, aangetekende zendingen, certificaatservices voor websiteverificatie, archivering en attestering van attributen, en voor het beheer van elektronische hulpmiddelen voor het maken-op-afstand van handtekeningen en zegels, en voor elektronische grootboeken
- bepaalde de voorwaarden voor de uitgifte van Europese digitale portemonnees (“European Digital Identity Wallets”) door de lidstaten.

Al in september 2020 was een “beveiligde Europese e-identiteit” in het vooruitzicht gesteld. Commissievoorzitter von der Leyen omschreef het ontwerp als Een e-identiteit die wij kunnen vertrouwen en die elke burger overal in Europa kan gebruiken om van alles te doen – van belasting betalen tot een fiets huren. Een technologie waarbij we zelf kunnen controleren welke gegevens worden gebruikt en hoe ze worden gebruikt. Het plan werd ingediend als ontwerpverordening tot wijziging van EU-verordening 910/2014.